# STARS (Superfly & トータス松本の曲)
「STARS」（スターズ）は、日本の女性ソロユニットSuperflyと男性歌手トータス松本がSuperfly & トータス松本名義でリリースしたシングル。2012年7月25日にワーナーミュージック・ジャパンから発売。

## 解説
Superflyとしては2011年10月発売の「愛をくらえ」以来9ヵ月半ぶりのCDシングル。Superflyのコラボレーション・シングル（共作シングル）としては、「Superfly×JET」名義で2007年11月発売の「i spy i spy」以来となる。
2010年頃にSuperfly越智志帆が松本にコラボレーションを行いたいと話した後、2012年になって松本がフジテレビのロンドンオリンピック中継テーマソングをオファーされた際に松本がデュエットソングでいこうと考え、越智をデュエット相手に選んだことでコラボレーションが実現した。越智は松本がボーカルを務めるバンド、ウルフルズの楽曲「花さかフィーバー」にコーラスとして参加した事がある。
初回生産限定盤にはビデオクリップやインタビュー映像などが収録されたDVDが付属。
本曲は2012年8月22日発売のトータス松本の3rdアルバム『NEW FACE』に収録。同年9月18日発売のSuperflyの4thアルバム『Force』には収録されていない。Superflyのアルバムとしては、2013年9月25日発売のベストアルバム『Superfly BEST』が初収録であった。

## 収録曲
1. STARS (5:49)
  - 作詞・作曲：トータス松本、編曲：蔦谷好位置

フジテレビ系[注 2]ロンドンオリンピック中継テーマソング。
Superflyのシングル曲としては初めて、メンバーが曲作りに参加していない。
2012年5月11日から着うたが先行配信[1]。
2. STARS (Superfly Vocal Only) (5:49)
Superflyによるソロ・バージョン。
3. STARS (トータス松本 Vocal Only) (5:49)
トータス松本によるソロ・バージョン。
4. STARS (Instrumental) (5:46)

### DVD（初回生産限定盤のみ）
1. "STARS" Music Video 〜Special ver.〜
2. Making of Music Video
3. Photo Session
4. Interview about STARS
5. Recording Document